# Quilotoa
Le Quilotoa est un volcan d'Équateur culminant à 3 914 m, situé à une trentaine de kilomètres à l'ouest de Latacunga, capitale de la province de Cotopaxi. Il est situé au sud de la cordillère Occidentale.

## Géographie
Comme le Cotacachi, le volcan Quilotoa possède un lac accessible par un chemin de randonnée. Sa surface se serait abaissée de 3 800 à 3 500 mètres, le niveau du ayant lentement diminué au cours des dix dernières années selon les habitants locaux[réf. souhaitée].

## Histoire
La dernière éruption certaine date de 1280. Plusieurs dates d'éruptions au XVIIIe siècle sont avancées, mais incertaines.